# Jack Llewellyn
John „Jack“ Llewellyn Jr. (* 23. August 1914 in Liverpool; † 1988 in Cullompton,  Devon) war ein britischer Jazzgitarrist.

## Leben und Wirken

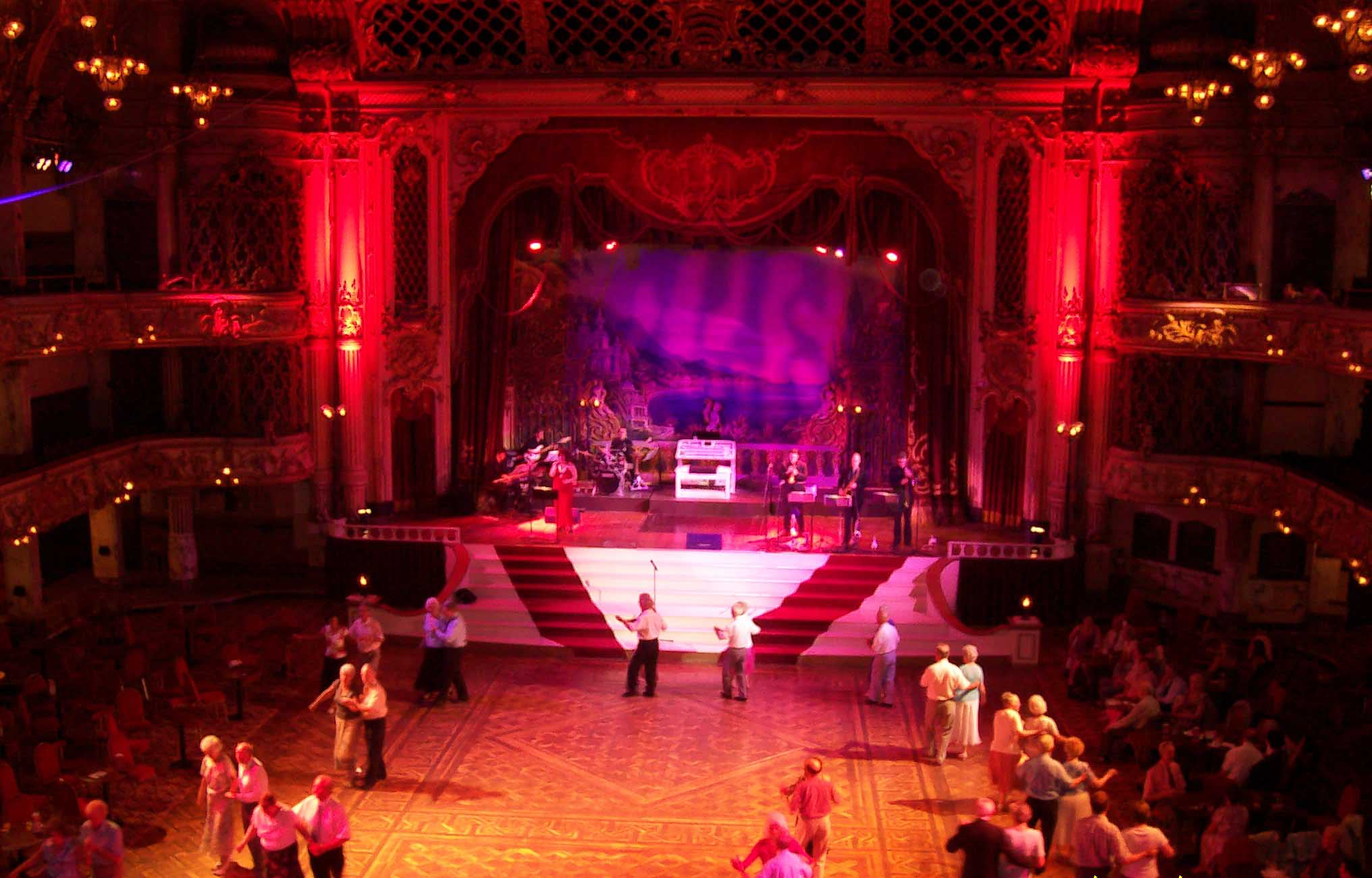
Der Tower Ballroom, Auftrittsort der Blackpool Tower Dance Band

Llewellyn war Sohn des Banjospielers und Lehrers David John („Jack“) Llewellyn Sr., der als Mitglied der London Sonora Band in den 1920er Jahren auch in Deutschland auftrat. Im Alter von 18 Jahren hatte Jack Jr. – ebenfalls mit dem Banjo – erste Radioauftritte. Seine Musikerkarriere begann er mit zwanzig Jahren in Nordengland, als er 1934 in Ferienresorts spielte, wie im Blackpool Tower mit der Blackpool Tower Dance Band. 1935 zog er nach London, wo er zur Gitarre als Hauptinstrument wechselte. In den folgenden Jahren spielte er bei Sydney Lipton and the Grosvenor House Band (1935–37) und dem Sänger Val Rosing (1935–37), mit dessen Formationen Swing Stars und The Radio Rhythm Rascals Plattenaufnahmen für Columbia und Regal-Zonophone entstanden (Sweet Sue / Dinah 1935). Der Melody-Maker-Leserpoll wählte ihn auf #11 des beliebtesten Gitarristen. 1938 arbeitete er mit Harry Saville, George Elrick und in Eric Winstones Quintett; außerdem begann er für Musikzeitschriften wie BMG oder Frets zu schreiben. 1938 erschien in dem Lehrbuch Modern Plectrum Guitar Playing von Dick Sadleir seine Komposition Random Thoughts.

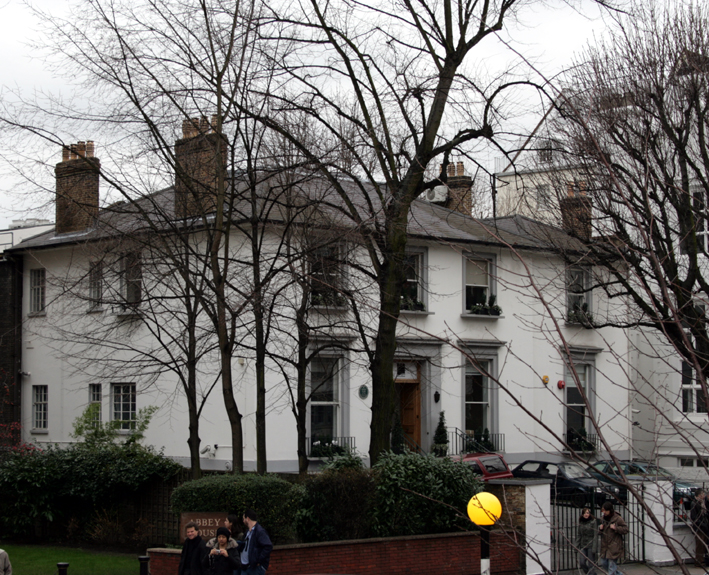
Die Abbey Road Studios

Ab 1939 spielte er in Arthur Youngs Hatchett’s Swingtette, in dem Beryl Davis Bandvokalistin war. Im Dezember 1939 wirkte er bei Aufnahmen des Swingtette mit Stéphane Grappelli, 1941 bei Grappelli selbst (Dinah / Body and Soul) und bei George Shearing mit. Ab Januar 1941 leistete er den Militärdienst bei den Royal Marines ab, wo er bei den Blue Mariners spielte und bei Radioaufnahmen für BBC mitwirkte. 1944 war er Sessionmusiker im George Evans Orchestra. In den Nachkriegsjahren arbeitete er vorwiegend als Studiomusiker; daneben trat er erneut im Restaurant Hatchett’s 1945/46 auf. Anfang 1946 kam es zu Aufnahmen mit Django Reinhardt und Grappelli in den Londoner Abbey Road Studios (Nuages); weitere Teilnehmer der Session waren Allan Hodgkiss und Coleridge Goode. 1947/48 arbeitete er mit Hoagy Carmichael (Riverboat Shuffle). Ab dieser Zeit trat er häufig im Radio auf, u. a. in der Sendung Radio Rhythm Club und ab 1949 in Mark Whites Jazz Club.

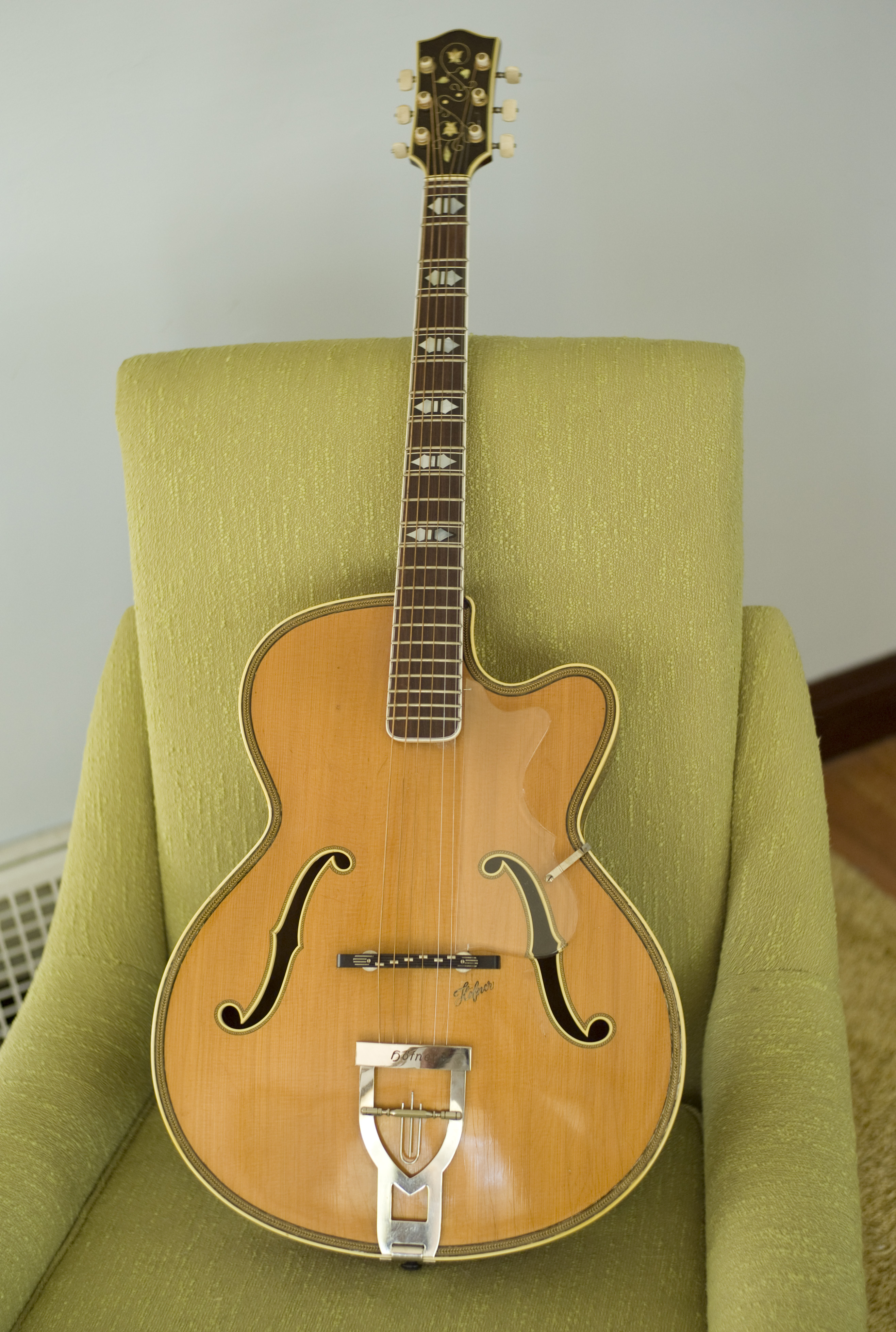
Die Höfner Gitarre 465 von 1953

In den 1950er Jahren war er Endorser des Gitarrenherstellers Höfner für Großbritannien. In dem Höfner Comitee traten in dieser Zeit die Gitarristen Bert Weedon, Ike Isaacs, Denny Wright, Roy Plummer, Judd Proctor, Frank Deniz und Freddie Phillips auf. 1949 arbeitete er mit Eddie Carroll, in den 1950er Jahren mit Norrie Paramor in dessen Studioorchestern The Big Ben Banjo Band und The Big Ben Hawaiian Band. 1956 wirkte er bei Aufnahmen von George Chisholm mit (Makin’ Whoopee) und 1956/57 bei den Pianisten Malcolm Lockyer und Dennis Wilson (Piano Moods). 1959 spielte er bei Bert Weedon, 1960/61 bei Tony Crombie (Sweet Wild & Blue). In den 1960er Jahren begleitete er Frank Sinatra bei dessen Auftritt im London Palladium, ferner Petula Clark und Cilla Black und Ende des Jahrzehnts Marion Montgomery bei Plattenaufnahmen. Um 1972 zog er mit seiner Frau Molly zunächst nach Newton Abbott, schließlich nach Cullompton in Devon. Er starb dort 1988 an den Folgen eines Verkehrsunfalls.